# Pour les ardentes amours de ma jeunesse
Pour plus de détails, voir Fiche technique et Distribution.
Pour les ardentes amours de ma jeunesse (För min heta ungdoms skull) est un film suédois réalisé par Arne Mattsson, sorti en 1952.

## Synopsis
Les parents de Torben et Ninni, deux lycéens, désapprouve leur relation. Torben s'engage dans l'armée et Ninni découvre qu'elle est enceinte et part au Danemark dans une ferme pour accoucher.

## Fiche technique
- Titre : Pour les ardentes amours de ma jeunesse
- Titre original : För min heta ungdoms skull
- Réalisation : Arne Mattsson
- Scénario : Majken Cullborg et Rune Lindström
- Musique : Sven Sköld
- Photographie : Sven Thermænius
- Montage : Carl-Olov Skeppstedt
- Production :
- Société de production : Nordisk Tonefilm
- Société de distribution :
- Pays :  Suède
- Genre : Romance et drame
- Durée : 115 minutes
- Dates de sortie : 
  -  Suède : 17 décembre 1952
  -  France : 23 octobre 1953

## Distribution
- Aino Taube : Greta Arvidsson
- Georg Rydeberg : Karl Arvidsson
- Nils Hallberg : Kuno Andersson
- Ulla-Bella Fridh : Maj
- Ester Roeck Hansen : Berit Altman
- Erik Berglund : Altman
- Ib Schønberg : Madsen
- Naïma Wifstrand : Vendela Påhlman
- Margareta Fahlén : Elaine
- Ragnvi Lindbladh : Marianne

## Distinctions
Le film a été présenté en sélection officielle en compétition au Festival de Cannes 1953.